# Vladimir Musalimov
Vladimir Andreevič Musalimov (in russo Владимир Андреевич Мусалимов?; Mosca, 31 dicembre 1944 – Luhans'k, 3 novembre 2013) è stato un pugile sovietico, dal 1991 ucraino.

## Palmarès

### Olimpiadi
- 1 medaglia:
  - 1 bronzo (Città del Messico 1968 nei pesi welter)

### Europei dilettanti
- 1 medaglia:
  - 1 bronzo (Bucarest 1969 nei pesi welter)